# Pierre Brice
Pierre Brice, nato Pierre-Louis Baron Le Bris (Brest, 6 febbraio 1929 – Compiègne, 6 giugno 2015), è stato un attore francese, famoso in Germania per la sua interpretazione dell'apache Winnetou negli adattamenti televisivi e cinematografici dei romanzi di Karl May.

## Biografia
Figlio di un ferroviere, passò l'infanzia nella nativa Brest fino alla seconda guerra mondiale, quando per evitare i bombardamenti la famiglia si trasferì a Rennes. A 19 anni partì come volontario per la guerra d'Indocina. Fu poi paracadutista durante la guerra d'Algeria. Nel 2007 fu insignito della Legion d'onore.

### Esordi
Debuttò a Parigi nel cabaret nel ruolo di un accompagnatore nel locale La Nouvelle Ève. Sulla scena chiedeva a un'amica cantante e ballerina di farlo passare per omosessuale per non essere infastidito dalle borghesi che gli giravano intorno. Lavorò per un periodo come fotomodello e ballerino e divenne infine attore. Studiò recitazione e fece il suo debutto cinematografico con un piccolo ruolo nel film Silenzio... si spara! (1955). Trovò difficoltà ad affermarsi in Francia, forse a causa dell'eccessiva somiglianza con l'amico Alain Delon, che era già diventato famoso. A tale proposito, nel 2006 gli sarebbe stato dedicato il film-documentario Pierre Brice, l'illustre inconnu du cinéma français (l'illustre sconosciuto del cinema francese).

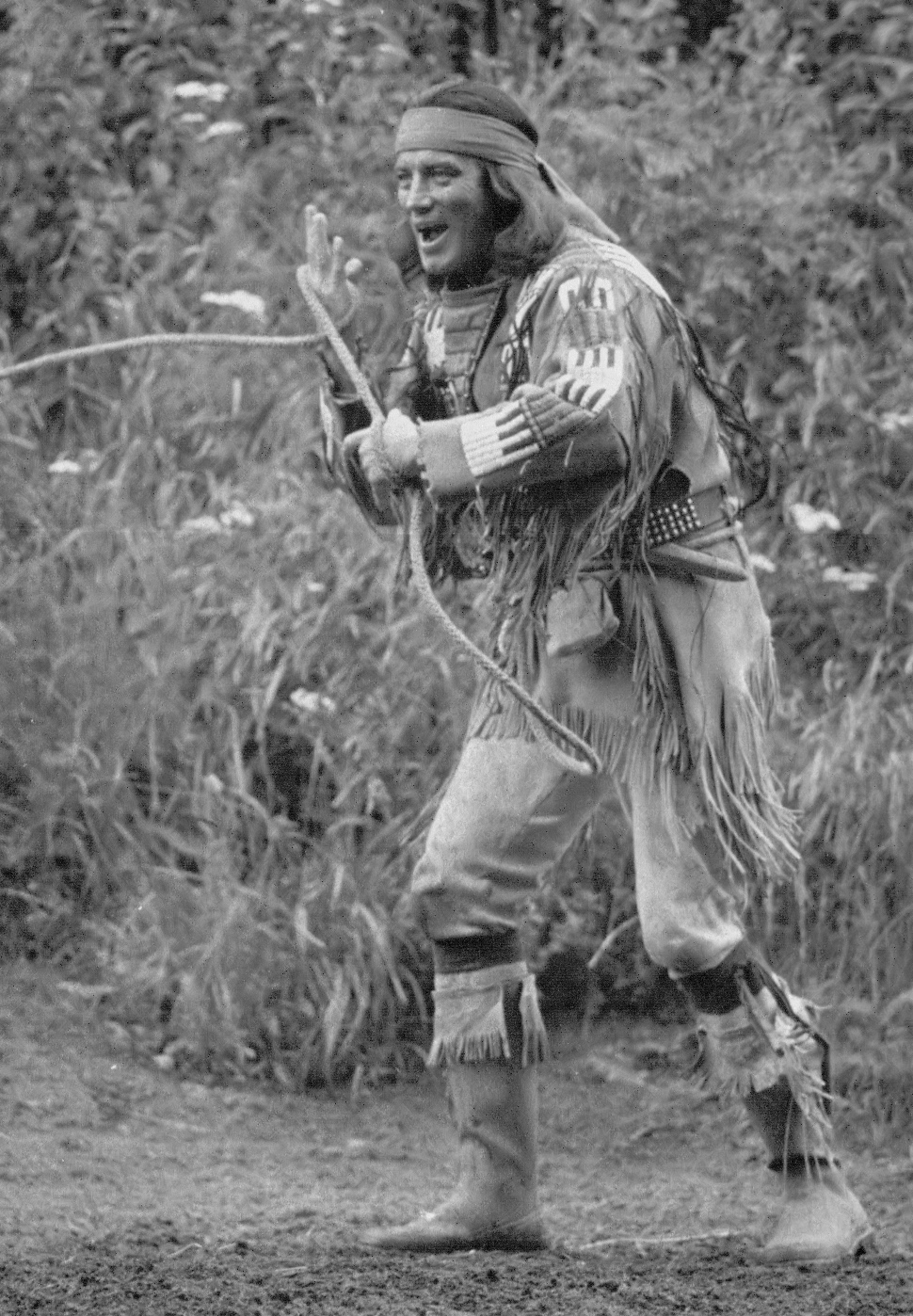
Pierre Brice nel ruolo di Winnetou

Si spostò quindi in Italia e Spagna, dove gli furono affidate alcune parti in film d'avventura e di cappa e spada. Tra i film più importanti che interpretò, da ricordare La vedova elettrica (1958), Peccatori in blue jeans (1958) di Marcel Carné, Il rossetto (1960) di Damiano Damiani, La donna dei faraoni (1960), Le baccanti (1961), Akiko (1961) e Col ferro e col fuoco (1962). In questo periodo iniziò a lavorare anche per il teatro e per la televisione.

### Il successo in Germania
Nel 1962 incontrò al Festival di Berlino il produttore tedesco Horst Wendlandt, che cercava un attore per interpretare un capo tribù nativo americano. Fu così che venne scelto per interpretare Winnetou ne Il tesoro del lago d'argento (1962), primo film della saga tratta dai romanzi di avventura di Karl May. La pellicola fu seguita da La valle dei lunghi coltelli (1963), Giorni di fuoco (1964), Danza di guerra per Ringo (1965), Il giorno più lungo di Kansas City (1966), L'uomo dal lungo fucile (1968), nei quali figurava anche Lex Barker nella parte di Old Shatterhand. Queste produzioni ottennero un grande successo in Germania, dove l'attore vinse diversi premi. Un'inchiesta rivelò che l'83% della popolazione tedesca lo conosceva; era diventato uno dei personaggi più famosi in quel paese e in Austria, riscuotendo un discreto successo anche in Scandinavia e in Cecoslovacchia.
Tra gli altri film a cui partecipò, da ricordare L'invincibile cavaliere mascherato (1963), Erika (1971), Sei una carogna... e t'ammazzo! (1972), La notte dei dannati (1971) e La pupa del gangster (1975).

### Fine carriera
Nell'ultima parte della carriera lavorò principalmente per la televisione, dove aveva debuttato come protagonista nel 1968. In questo ambito fu scritturato soprattutto per produzioni francesi e tedesche. Di rilievo la sua interpretazione al fianco di Marie-Georges Pascal, Gérard Chambre e Patrick Verde nella serie televisiva francese Le Dessous du ciel, trasmessa nel 1974.

## Filmografia parziale

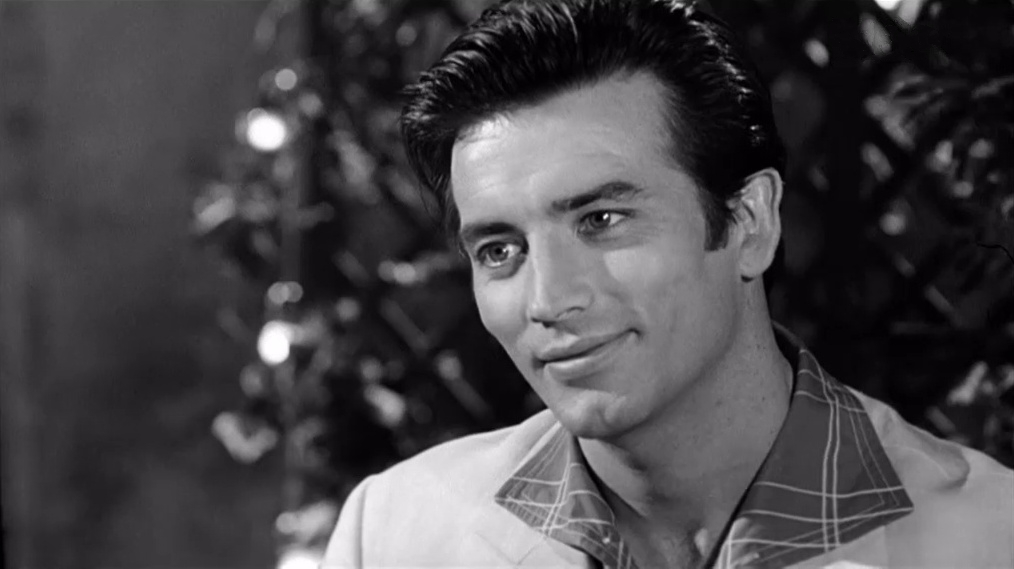
Pierre Brice in una scena del film Akiko (1961)

- Silenzio... si spara! (Ça va barder), regia di John Berry (1955)
- La vedova elettrica (Le Septième ciel), regia di Raymond Bernard (1958)
- Peccatori in blue-jeans (Les Tricheurs), regia di Marcel Carné (1958)
- Lo specchio a due facce (Le Miroir à deux faces), regia di André Cayatte (1958)
- Peccatori delle Haway (L'ambitieuse), regia di Yves Allégret (1959)
- I cosacchi, regia di Giorgio Rivalta e Viktor Turžanskij (1960)
- Il rossetto, regia di Damiano Damiani (1960)
- I piaceri del sabato notte, regia di Daniele D'Anza (1960)
- Il mulino delle donne di pietra, regia di Giorgio Ferroni (1960)
- All'ultimo minuto (L'Homme à femmes), regia di Jacques-Gérard Cornu (1960)
- La donna dei faraoni, regia di Victor Tourjansky (1960)
- Le baccanti, regia di Giorgio Ferroni (1961)
- Akiko, regia di Luigi Filippo D'Amico (1961)
- Dolce violenza (Douce violence), regia di Max Pécas (1962)
- Col ferro e col fuoco, regia di Fernando Cerchio (1962)
- Il tesoro del lago d'argento (Der Schatz im Silbersee), regia di Harald Reinl (1962)
- Un alibi per morire, regia di Roberto Bianchi Montero e Piero Costa (1962)
- Il giorno più corto, regia di Bruno Corbucci (1963)
- Zorro contro Maciste, regia di Umberto Lenzi (1963)
- La valle dei lunghi coltelli (Winnetou - 1. Teil), regia di Harald Reinl (1963)
- L'invincibile cavaliere mascherato, regia di Umberto Lenzi (1963)
- La battaglia di Fort Apache (Old Shatterhand), regia di Hugo Fregonese (1964)
- Giorni di fuoco (Winnetou - 2. Teil), regia di Harald Reinl (1964)
- Danza di guerra per Ringo (Der Ölprinz), regia di Harald Philipp (1965)
- Desperado Trail (Winnetou 3. Teil), regia di Harald Reinl (1965)
- Sfida a Glory City (Die Hölle von Manitoba), regia di Sheldon Reynolds (1965)
- Operazione terzo uomo (Schüsse im Dreivierteltakt), regia di Alfred Weidenmann (1965)
- Surehand (Old Surehand 1. Teil), regia di Alfred Vohrer (1965)
- Il giorno più lungo di Kansas City (Winnetou und das Halbblut Apanatschi), regia di Harald Philipp (1966)
- Tempesta alla frontiera (Winnetou und sein Freund Old Firehand), regia di Alfred Vohrer (1966)
- Spie contro il mondo (Gern hab' ich die Frauen gekillt), regia di Alberto Cardone, Louis Soulanes, Sheldon Reynolds e Robert Lynn (1966)
- I daci (Dacii), regia di Sergiu Nicolaescu (1967)
- Le 13ème caprice, regia di Roger Boussinot (1967)
- L'uomo dal lungo fucile (Winnetou und Shatterhand im Tal der Toten), regia di Harald Reinl (1968)
- Un giorno, una vita, regia di Albino Principe (1970)
- Erika, regia di Filippo Walter Ratti (1971)
- La notte dei dannati, regia di Filippo Walter Ratti (1971)
- Mafia bianca, Africa nera (Les Coups pour rien), regia di Pierre Lambert (1971)
- Stringimi forte, voglio la tua dolce violenza ( (Féminin-féminin), regia di Henri Calef (1973)
- Sei una carogna... e t'ammazzo! (Una cuerda al amanecer), regia di Manuel Esteba (1974)
- La pupa del gangster, regia di Giorgio Capitani (1975)
- Zärtliche Chaoten, regia di Franz Josef Gottlieb (1987)

## Televisione

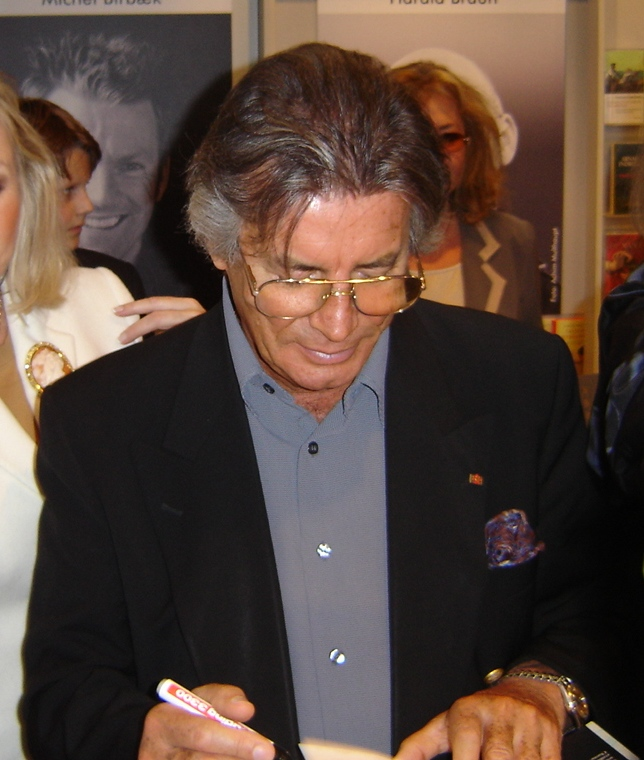
Pierre Brice alla fiera del libro di Francoforte nel 2004

- Le Regret de Pierre Guilhem (film per la televisione) : (1968) Pierre Guilhem
- La Marquise de Brinvilliers (film per la televisione) : (1970) sergent Desgrais
- La Paroi (film per la televisione) : (1973) Philippe Costa
- L'Éloignement (serie televisiva) : (1973) Guy
- Le Dessous du ciel (serie televisiva) : (1974) Mike
- Medusa (Star Maidens) (serie televisiva) : (1976) Adam
- Winnetou le mescalero (serie televisiva) : (1980) Winnetou
- Schöne Ferien (serie televisiva) : (1985) Jean-Pierre
- Orages d'été, avis de tempête (serie televisiva) : (1991) Bernard
- Die Hütte am See (serie televisiva) : (1991) Michel Camus
- Ein Schloß am Wörthersee (serie televisiva) : (1991) (1993) André Blondeau
- Mallorca - Liebe inbegriffen (film per la televisione) : (1992) Éric Leblanc
- Der blaue Diamant (film per la televisione) : (1993) Pierre Latouche
- Klinik unter Palmen (serie televisiva) : (1996) Jean-Claude Valentine
- Winnetous Rückkehr (film per la televisione) : (1998) Winnetou
- Utta Danella (serie televisiva) : (2002) William
- Le Plus Beau des cadeaux (Mit einem Rutsch ins Glück) (film per la televisione) : (2003) monsieur de Montvalon
- Das Traumhotel (serie televisiva) : (2005) Pierre Fontanne
- In aller Freundschaft (serie televisiva) : (2007D) r. Olivier Berty
- La nave dei sogni - Viaggio di nozze (Kreuzfahrt ins Glück) (serie televisiva) (2009)  : Nicolas

## Teatro
- 1958 : Les Parisiens di Irène Strozzi e Jean Paredes, messo in scena da Christian-Gérard al Théâtre de l'Œuvre di Parigi

## Documentario
- Pierre Brice, l'illustre inconnu du cinéma français, film documentario di Oliver Schwehm (2006)

## Doppiatori italiani
- Cesare Barbetti in Zorro contro Maciste, L'invincibile cavaliere mascherato, Tempesta alla frontiera
- Paolo Ferrari in Il rossetto, Akiko
- Sergio Graziani in Operazione terzo uomo, Desperado trail
- Silvano Tranquilli in Giorni di fuoco, Surehand
- Nando Gazzolo in Il mulino delle donne di pietra
- Giuseppe Rinaldi in Peccatori in blue-jeans
- Pino Locchi in Le baccanti
- Massimo Turci in Col ferro e col fuoco
- Riccardo Cucciolla in Battaglia di Fort Apache
- Gianfranco Bellini in I cosacchi